# Preußische T 13 (Bauart Mallet)
Die Preußischen T 13 der Bauart Mallet waren Güterzugtenderlokomotiven mit einem  Triebwerk der Bauart Mallet. Sie waren ursprünglich für die Bergheimer Kreisbahn und die Mödrath-Liblar-Brühler Eisenbahn geliefert worden und gelangten 1913 in den Bestand der Preußischen Staatseisenbahnen.

## Geschichte
Unter der Gattungsbezeichnung T 13 wurden fünf Tenderlokomotiven der Bauart Mallet, die am 1. Januar 1913 mit der linksrheinischen Bergheimer Kreisbahn und der Mödrath-Liblar-Brühler Eisenbahn übernommen wurden, geführt. Diese wenigen B'B n4vt sind von der Kgl. Preußischen Eisenbahndirektion Cöln als Cöln 7946–7950 übernommen worden; es waren die einzigen Mallet-Tenderlokomotiven in Preußen. Von der Hohenzollerntype waren gleichzeitig ein paar Loks an die Filderbahn-Gesellschaft und Moselbahn AG geliefert worden. Die Kölner Maschinen wurden 1920/21 ausgemustert.